# Giorgi Lomaja
Giorgi Lomaja (gruz. გიორგი ლომაია; ur. 8 sierpnia 1979 w Tbilisi, Gruzińska SRR) – gruziński piłkarz, grający na pozycji bramkarza, reprezentant Gruzji.

## Kariera piłkarska

### Kariera klubowa
Mając 8 lat postanowił zostać bramkarzem. Wychowanek klubu Dinamo Tbilisi. Najpierw występował w gruzińskich klubach Kodako Tbilisi, Dinamo Tbilisi, Merani-91 Tbilisi i Lokomotivi Tbilisi. W 2003 wyjechał do Rosji, gdzie bronił barw klubów Spartak Moskwa, FK Chimki i Łucz-Eniergija Władywostok. Po występach wiosną 2007 w FC Carl Zeiss Jena, latem 2007 przeszedł do ukraińskiego klubu Karpaty Lwów, ale w ciągu 45 min puścił 4 bramki, przez co więcej nie wychodził na boisko. W 2008 powrócił do Gruzji, gdzie występował najpierw w Olimpi Tbilisi, a potem Lokomotivi Tbilisi. Od lata 2009 jest piłkarzem klubu İnter Baku.

### Kariera reprezentacyjna
Występował najpierw w młodzieżowej, a potem w narodowej reprezentacji Gruzji. Łącznie rozegrał 45 gier reprezentacyjnych.